# Kulturteknologi
Kulturteknologi er at betragte som et nyt, samlende begreb der forener kultur med interaktive teknologier. De forskellige former for kulturteknologi søger at finde måder, så man kan skabe et mere kreativt, innovativt og folkeligt videnssamfund med en større personlig indlevelse og bedre tilpassede systemer. Den personlige indlevelse opnås ved, at teknologierne muliggør at arkitektur, design og rum tilpasses individuel adfærd og præferencer, og de bedre tilpassede systemer opnås ved udvikling inden for en lokal kulturel sammenhæng, der inddrager brugere og organisationer, sådan at de udvikler deres egen kulturelle baggrund. Samlet set lægges den store indsats i øjeblikket på at udvikle en arkitektur, dvs. byrum og design, som i højere grad er i stand til at indrette sig i forhold til forskellige aktiviteter i byen. Målet er en udadvendt og dynamisk kultur, som er i stand til at opfange og støtte en ændret adfærd hos borgerne modsat fastfrysning af en speciel idé eller holdning til, hvad kultur bør være.

## Teknologisiden
Teknologisk set er kulturteknologi f.eks. softwaresystemer, som understøtter, at brugerne selv kan skabe et indhold og en personlig profil. Ligeledes indebærer det interaktive robottyper som en del af en flytbar arkitektur, hvor brugerne får mulighed for selv at bestemme over rummets indretning og udtryk f.eks. igennem brug af sensorer, mobiltelefoner, aktuering af inventar, ændringer af belysning, lyd og lignende. Kulturteknologierne forsyner dermed brugeren med en større grad af myndighed over egne omgivelser, og fastfryser ikke omgivelserne i et givet udtryk eller brug. Teknologierne adskiller sig fra traditionelle reguleringssystemer, overvågningssystemer og andre lukkede systemer ved, at de er åbne for påvirkning og gennemskuelige i anvendelse.

## Kultursiden
Kulturteknologi adskiller sig fra andre kulturopfattelser på den måde, at kultur ikke opfattes som noget, det er vigtigt at bevare i en stilstand. Tværtimod ses kultur som udøvende i og med, at den kun kan bevares ved konstant at udvikles og diskuteres, og ved at man i højere grad anvender teknologier til at fordele værdier, vaner og genstande i forhold til ændringer i adfærd og omgivelser.

## Eksempler
Et eksempel på en bedre indlevelse i kulturen er skabelsen af en mere personlig og sanselig koncertoplevelse i og med, at publikum er i stand til at påvirke lyden af koncerten ved at skubbe til store balloner, som ændrer lys og lydbilledet af koncerten. Et andet eksempel er et rum, som indretter sig optimalt i forhold til at formidle en personlig smagsoplevelse overfor et større publikum, sådan at bygningen som helhed ændrer farve og lyd, afhængigt af den mad, som kokkene laver i bygningen. En mere optimeret, kulturel adfærd kan f.eks. være en bevægelig bænk i et byrum, som automatisk placerer sig i forhold til, hvor der er mest sol, eller i forhold til, hvor folk bevæger sig hen på forskellige tidspunkter af døgnet.
Noter
1. ↑  www.kulturteknologi.dk
2. ↑  "Bo Stjerne Thomsen: Performative Environments, PhD thesis, Aalborg University, 2009" (PDF). Arkiveret fra originalen (PDF) 5. marts 2016. Hentet 12. maj 2010.
3. ↑  "Tangible Interaction: Zygote interactive ball olympic. Closing ceremony". Arkiveret fra originalen 7. maj 2010. Hentet 9. maj 2010.
4. ↑  Bo Stjerne Hansen m.fl.: NoRA (Webside ikke længere tilgængelig)
5. ↑  "Greyworld: Bins & Benches". Arkiveret fra originalen 8. juni 2010. Hentet 9. maj 2010.